# Edward Clive, 1. Earl of Powis

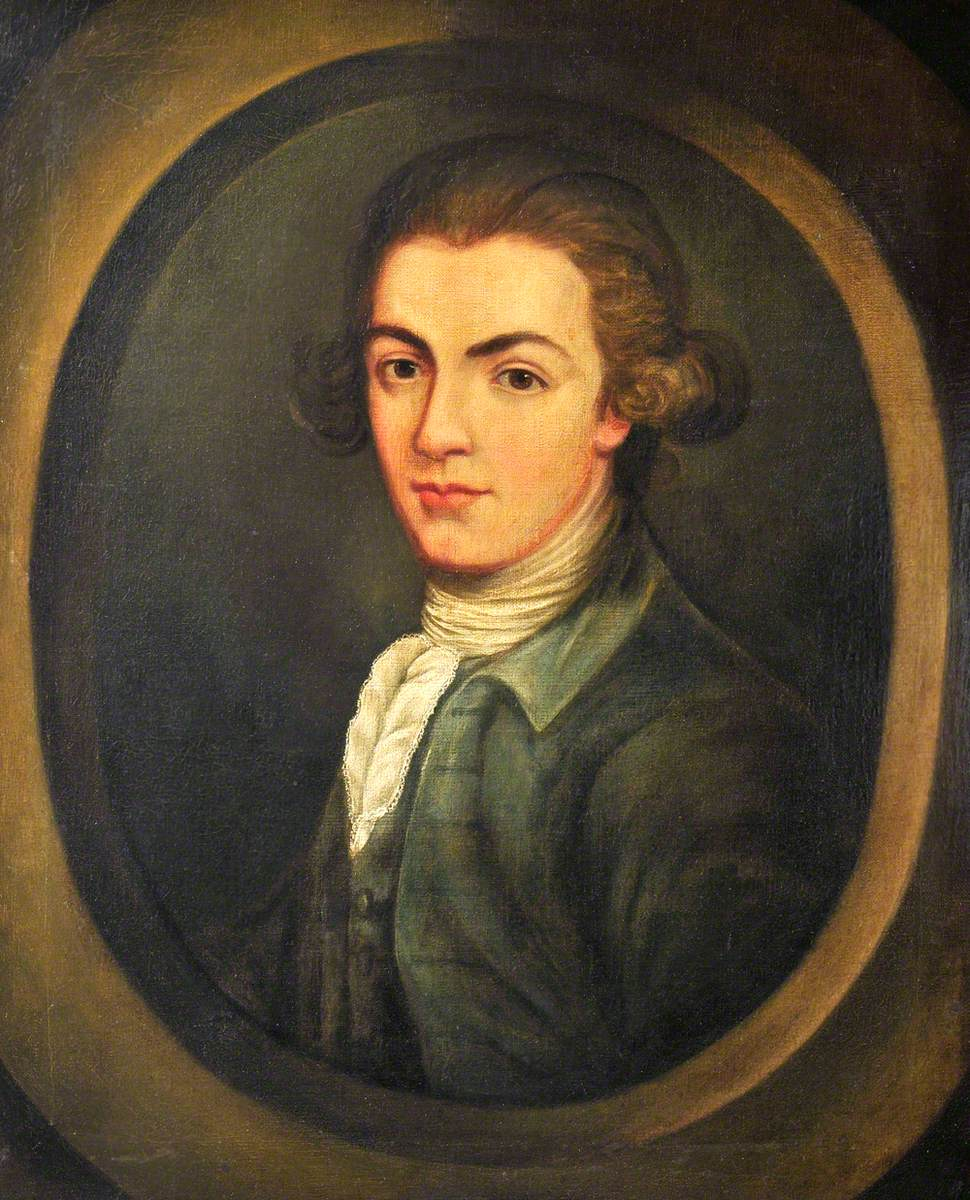
Hon. Edward Clive, vor 1774

Edward Clive, 1. Earl of Powis PC (* 7. März 1754 in London; † 16. Mai 1839 in London) war ein britischer Politiker, Peer und Kolonialbeamter. Er war von 1798 bis 1803 Gouverneur von Madras.

## Leben
Er war der älteste Sohn des kolonialen Kriegshelden Robert Clive, 1. Baron Clive („Clive of India“, 1725–1774), aus dessen Ehe mit Margaret Maskelyne (1735–1817). Er besuchte von 1762 bis 1770 das Eton College und studierte anschließend am Christ Church College der Universität Oxford. Er vollendete seine Ausbildung durch einen Studienaufenthalt in der Republik Genf.
Sein Vater hatte seinen in Indien erworbenen Reichtum insbesondere dazu genutzt, umfangreiche Ländereien in Shropshire und Montgomeryshire nebst den damit verbundenen Stimmrechten bei Parlamentswahlen zu erwerben. So gelang es Edward, noch bevor er volljährig wurde, am 8. Oktober 1774 als Abgeordneter für das Borough Ludlow in Shropshire ins britische House of Commons gewählt zu werden. Er wurde mehrfach wiedergewählt und hatte dieses Mandat für die folgenden zwanzig Jahre inne. Als am 22. November 1774 sein Vater starb, erbte er dessen Ländereien, sowie dessen irischen Adelstitel als 2. Baron Clive (of Plassey in the County of Clare), wodurch er auch Mitglied des irischen House of Lords wurde. 1775 wurde er Lord Lieutenant von Shropshire und hatte dieses Amt bis 1798 inne. Ab 1775 amtierte er, mit Unterbrechung von 1798 bis 1804, bis zu seinem Tod als Lord Lieutenant von Shropshire sowie von 1804 bis 1830 als Lord Lieutenant von Montgomeryshire. Zudem wurde er ab 1775 Colonel der Miliz von Shropshire und 1794 erhielt er den Brevet-Rang eines Colonels der regulären britischen Armee.
Er sicherte sich seine politische Machtstellung in Shropshire und Montgomeryshire durch die Pflege enger Beziehungen zur dort ebenfalls reichlich begüterten Familie Herbert. Am 7. Mai 1784 heiratete er Lady Henrietta Antonia Herbert (1758–1830), Tochter des Generals Henry Herbert, 1. Earl of Powis (1703–1772).
Im Parlament unterstützte er die Regierung des Lord North und nach der Auflösung von dessen Koalition, 1782, die Opposition. Ab 1783 ging er zur Unterstützung der neuen Regierung unter William Pitt über. In Anerkennung seiner politischen Verdienste wurde ihm am 13. August 1794 der britische Titel Baron Clive (of Walcot in the County of Shropshire) verliehen, wodurch er Mitglied des britischen House of Lords wurde und aus dem House of Commons ausschied.
1797 wurde Lord Clive im Auftrag der Britischen Ostindien-Kompanie zum Gouverneur von Madras ernannt und traf dort am 21. August 1798 ein. Kurz nach seiner Ankunft war er an den Vorbereitungen für den Angriff auf Tipu Sultan von Mysore (Vierter Mysore-Krieg) beteiligt, der im Mai 1799 in der Erstürmung von dessen Hauptstadt Shrirangapattana gipfelte. Der daraus resultierende Friedensschluss von Mysore weitete den britischen Einfluss in der Region erheblich aus. Als Gouverneur leistete Lord Clive weiterhin tatkräftige Unterstützung für die vom Generalgouverneur von Indien, Lord Wellesley, geförderte Politik der Festigung und Ausweitung der britischen Position in Südindien. Die Ostindien-Kompanie übernahm 1799 die Verwaltung von Thanjavur und 1801 die der Gebiete des Nawab von Arcot. 1803 wurde in der Schlacht von Assaye ein entscheidender Sieg gegen das Maratha-Reich errungen. Clive legte am 30. August 1803 sein Amt als Gouverneur nieder und kehrte nach Großbritannien zurück. In Anerkennung seiner Leistungen in Indien sprach ihm das britische Parlament seinen Dank aus.
In der Heimat hatte der Tod des unverheirateten einzigen Bruders seiner Gattin George Herbert, 2. Earl of Powis (1755–1801), die Stellung seiner Familie weiter gestärkt, da dessen umfangreiche Ländereien, an seinen ältesten Sohn Edward Clive fielen, der 1807 seinen Familiennamen von „Clive“ zu „Herbert“ änderte.
Am 14. Mai 1804 wurde Lord Clive der beim Tod seines Schwagers erloschene Titel Earl of Powis neu verliehen, zusammen mit den nachgeordneten Titeln Viscount Clive (of Ludlow in the County of Shropshire), Baron Powis (of Powis Castle in the County of Montgomery) und Baron Herbert (of Chirbury in the County of Shropshire). 1805 wurde er ins Privy Council aufgenommen. Im selben Jahr wurde er zum Lord Lieutenant of Ireland ernannt, trat dieses Amt jedoch nicht an.
Er starb 1839 in seinem Haus im Londoner West End und wurde in Bromfield, Shropshire, bestattet.

## Nachkommen
Aus seiner Ehe mit Lady Henrietta Antonia Herbert (1758–1830) hatte er zwei Söhne und zwei Töchter:
- Lady Henrietta Antonia Clive († 1835), ⚭ 1817 Sir Watkin Williams-Wynn, 5. Baronet, MP;
- Edward Herbert, 2. Earl of Powis (1785–1848), ⚭ 1818 Lady Lucy Graham, Tochter des 3. Duke of Montrose;
- Lady Charlotte Florentia Clive (1787–1866), Gouvernante der späteren Königin Victoria, ⚭ 1817 Hugh Percy, 3. Duke of Northumberland;
- Hon. Robert Henry Clive (1789–1854), Gutsherr von Oakley Park in Shropshire, MP, ⚭ 1819 Harriet Windsor, 13. Baroness Windsor.